# Vrånggölen (Kristbergs socken, Östergötland)
Vrånggölen är en sjö i Motala kommun i Östergötland och ingår i Motala ströms huvudavrinningsområde.